# Calendario fijo internacional
El Calendario Fijo Internacional (también conocido como Calendario Internacional Perpetuo, Plan de Cotsworth, Plan de Pascua, Calendario de 13 meses o Calendario de meses iguales) es un calendario solar propuesto para reformar el actual calendario gregoriano, diseñado por Moses B. Cotsworth, quien lo presentó en 1902.
Está formado por un año de 13 meses de 28 días cada uno, con uno o dos días al final de cada año, que no pertenecen a ningún mes ni semana. Por lo tanto es un calendario perpetuo. Aunque nunca fue adoptado oficialmente en ningún país, fue el calendario oficial de Kodak desde 1928 hasta 1989.

## Reglas
1. El año tiene 13 meses de 28  días cada uno (divididos exactamente en 4 semanas), más un día extra al final del año no perteneciente a ningún mes (por lo tanto 365 días). Cada año coincide con el correspondiente año gregoriano.
2. Los meses tienen los mismos nombres que los del calendario gregoriano, excepto por un mes llamado Sol que se inserta entre junio y julio.
3. Hay un año bisiesto, con 366 días, cada cuatro años con el fin de compensar, al igual que en el calendario gregoriano, los ~ 365.25 días por año. En ese año, un día adicional se inserta después de junio y antes del mes "sol".
4. Los 2 días adicionales no pertenecen a ningún mes y se consideran también como días fuera de la semana, éstos siempre se producen después de un sábado y antes de un domingo.
5. El primer día de cada año, el 1 de enero, es un domingo y todos los días siguientes hasta terminar el mes siguen la convencional semana de 7 días.
6. Debido a que cada mes consta de exactamente cuatro semanas, el primer día de cada mes y cada séptimo día siguiente, durante el resto del mes, es un domingo, el segundo día de cada mes y cada séptimo día siguiente, durante el resto del mes, es un lunes, y así sucesivamente. Por lo tanto, cada mes comienza en domingo y termina en sábado, a diferencia de la semana estándar.

Esto provoca que todos los meses tengan el siguiente aspecto:
| Dom | Lun | Mar | Mier | Jue | Vier | Sab |
| --- | --- | --- | ---- | --- | ---- | --- |
| 1   | 2   | 3   | 4    | 5   | 6    | 7   |
| 8   | 9   | 10  | 11   | 12  | 13   | 14  |
| 15  | 16  | 17  | 18   | 19  | 20   | 21  |
| 22  | 23  | 24  | 25   | 26  | 27   | 28  |

## Historia
El calendario fijo fue propuesto por primera vez en 1849 por Auguste Comte, se llama "calendario positivista", cada uno de los trece meses recibe el nombre de un personaje histórico. Comte basó su calendario en los calendarios de la Polinesia. La principal diferencia entre el calendario internacional y el calendario perpetuo positivista de Comte es el nombre dado a los meses y días. Los meses del calendario positivista fueron, en orden: Moisés, Homero, Aristóteles, Arquímedes, César, San Pablo, Carlomagno, Dante, Gutenberg, Shakespeare, Descartes, Frederic y Bichat. Todos los días del año llevaban nombres de figuras históricas de diversos campos. Las semanas y meses positivistas, comienzan con el lunes en lugar del domingo. Mientras que el calendario positivista y el "calendario Sol", ubican el día adicional al finalizar el año, el Calendario Fijo Internacional y el Calendario Mundial, lo hacen después de junio.
Sin embargo, los celtas ya han tenido un calendario similar antes. Entre los celtas, durante la conquista romana, el tiempo humano se regía según la agricultura y los meses duraban 28 días, un compromiso entre la duración aproximada de una lunación y la variación de sus cuartos. Había entonces un año de 13 meses de 28 días (364 días) más 1 día intercalado, que correspondía al cambio de año, lo cual fue una aproximación bastante buena del año solar (365,2422) para un regreso a los equinoccios.
La Liga Internacional del Calendario Fijo fue fundada en 1923 por Moisés B. Cotsworth, con oficinas en Londres y más tarde en Rochester, Nueva York. Cesó actividades en la década de 1930.
George Eastman de la Eastman Kodak Company era un ferviente partidario del CFI, e instituyó su uso en Kodak en 1928, donde permaneció en uso hasta 1989.
En los últimos años, ha habido intentos por revivir el plan. [cita requerida]
Un calendario eterno de 13 meses, llamado Calendario Georgiano, había sido propuesto en 1745 por Hirossa Ap-Iccim (Reverendo Hugh Jones).

## Ventajas
- Varias ventajas existen en este calendario, principalmente relacionados con su organización. Cuando se compara con el gregoriano, está claro que este calendario es mucho más simple y práctico:
  - Todos los años tienen exactamente 52 semanas divididas en 13 meses.
  - Cada mes es de exactamente de 28 días divididos en 4 semanas.
  - Cada día de cualquier mes o año cae siempre el mismo día de la semana.
- Comparado con otras propuestas, este calendario mantiene los mismos días por año, y los mismos días por semana, que son dos ventajas que facilitan el posible cambio.
- En esta propuesta, el número de fiestas nacionales que no caen en fines de semana ya no dependen del año. Esto provoca que ya no existan algunos años con más días de trabajo que otros.
- Fiestas movibles que se celebran en determinado día de la semana de un mes, como en los Estados Unidos el día de Acción de Gracias, serían capaces de tener una fecha fija, manteniendo su día de la semana tradicional.
- El calendario es el mismo cada año, a diferencia del calendario gregoriano anual, que difiere de un año a otro, repitiéndose cada 28 años. Por lo tanto, la programación es más fácil para las instituciones e industrias con ciclos de producción prolongados.
- Los partidarios del Calendario Fijo Internacional han argumentado que trece divisiones iguales del año son mejores que doce divisiones desiguales en términos de flujo de efectivo mensual en la economía.[6]

## Desventajas
- Siendo 13 un número primo, serían imposibles las divisiones trimestrales, cuatrimestrales, etc.
- Los líderes cristianos, islámicos y judíos se oponen al calendario porque su tradición de adorar cada séptimo día daría lugar a que el día de la semana de adoración cambie de un año a otro, o que pasen ocho días cuando ocurre el día anual o el día bisiesto.
- Al realizar el cambio del calendario gregoriano a este, habría que actualizar tanto los registros históricos como la documentación personal. Aunque podría trazarse una transición como día anual (año 1999 a 2000, 2049 al 2050, a través del día anual serían ejemplos).
- Una gran cantidad de datos administrativos, y el software que los administra, tendrían que ser corregidos o ajustados para el nuevo sistema (solucionado con el ejemplo anterior).
- Los cumpleaños, aniversarios significativos y otros días festivos deberán recalcularse como resultado de una reforma del calendario, y siempre serán el mismo día de la semana. Esto podría ser problemático para los días festivos que caerían en días no laborables bajo el nuevo sistema.